# Mother Earth's Plantasia
Mother Earth's Plantasia, a menudo abreviado como Plantasia, es un álbum de música electrónica del compositor canadiense Mort Garson publicado por primera vez en 1976. El álbum contiene música realizada específicamente para ser escuchada por plantas. A su salida, el álbum tuvo una distribución muy limitada ya que solo se hallaba disponible como regalo para aquellos que compraban una planta de interior en una tienda llamada «Mother Earth» en Los Ángeles, California (EE. UU.); o un colchón de la marca Simmons en la cadena de grandes almacenes estadounidense Sears. Debido a esto, el álbum no se popularizó en el momento de su lanzamiento. Sin embargo, desde entonces, este ha ganado estatus de culto al tratarse de una de las primeras representaciones de la música electrónica. Garson hizo uso de un sintetizador moog para componer el álbum.
En marzo de 2019, la discográfica Sacred Bones Records anunció que estaba trabajando en la reedición del álbum. El 21 de junio de 2019, esta fue publicada en servicios de streaming junto con nuevas versiones físicas en vinilo y CD.

## Contexto
Plantasia es el trabajo del artista Mort Garson, músico y compositor canadiense que escribió, entre otras cosas, la afamada «Our Day Will Come», interpretada inicialmente por el grupo Ruby and the Romantics y posteriormente versionada por una gran cantidad de autores, como James Brown o Amy Winehouse. También compuso bandas sonoras para televisión y cine, entre las que destaca la música de la retransmisión de la llegada a la luna del Apolo 11. Garson pertenece a una serie de artistas pioneros en la utilización del sintetizador para la elaboración de música electrónica.
La inspiración para la realización del álbum parece haber tenido su origen en la afición por la jardinería de la esposa de Garson, así como en la influencia la de la entonces popular obra La vida secreta de las plantas, que había salido al mercado en 1973, tres años antes de la publicación del álbum. Como anexo al título original, incluía la frase «música terrenal cálida para plantas y para la gente que las ama». El álbum usa como instrumento principal un sintetizador moog.
Por razones que aún se desconocen, en su salida al mercado, Plantasia no tuvo una distribución amplia ni se comercializó como producto en tiendas. En su lugar, el álbum se vendía en la tienda de jardinería Mother Earth Plant Boutique, en Los Ángeles, cuyos propietarios participaron en la confección del álbum, añadiendo un pequeño libreto explicativo. El único otro lugar en el que era posible obtener el álbum era en la cadena de grandes almacenes Sears, a través de la compra de un colchón de la marca Simmons.
Durante los años 2000, no obstante, nació de forma incipiente un culto alrededor del álbum, avivado en un primer lugar, sobre todo, por coleccionistas de la cultura DJ clásica; y posteriormente a través de internet. Los primeros videos del álbum en YouTube atrajeron millones de visitas, y los críticos lo elogiaron como un precursor de la música ambiental y una antigua advertencia profética sobre el calentamiento global. Entre otras cosas, se realizaron falsos anuncios de televisión sobre Plantasia, así como una multitud de versiones derivadas de sus pistas. Empezaron a surgir redes de tráfico del vinilo, y, por el masivo aumento de la popularidad de su versión física, el precio de una copia original del mismo aumentó hasta los 600 $.

## Recepción
En su publicación en 1976, la escasa distribución impidió que el álbum obtuviera suficiente relevancia como para ser analizado por críticos. Sin embargo, a lo largo de los años, con su creciente popularidad, el disco recibió una acogida positiva por parte de la audiencia.
Algunos autores han elogiado la forma en la que Garson «confirió personalidad propia» a cada pista del álbum, creando un «idioma musical inventado» que, usando los cambios de tono y melodías del sintetizador, proporciona una representación a cada una de las plantas. AllMusic hizo especial mención a la forma en la que el álbum «introdujo sonidos poco familiares a su audiencia a través del sintetizador moog» y elogió la forma «futurística» en la que el álbum presenta «una oda» al mundo vegetal.

## Lista de canciones
| Side one |                                      |          |  |
| N.º      | Título                               | Duración |  |
| 1.       | «Plantasia»                          | 3:21     |  |
| 2.       | «Symphony for a Spider Plant»        | 2:41     |  |
| 3.       | «Baby's Tears Blues»                 | 3:03     |  |
| 4.       | «Ode to an African Violet»           | 4:03     |  |
| 5.       | «Concerto for Philodendron & Pothos» | 3:09     |  |

| Side two |                                          |          |  |
| N.º      | Título                                   | Duración |  |
| 6.       | «Rhapsody in Green»                      | 3:28     |  |
| 7.       | «Swingin' Spathiphyllums»                | 2:59     |  |
| 8.       | «You Don't Have to Walk a Begonia»       | 2:31     |  |
| 9.       | «A Mellow Mood for Maidenhair»           | 2:17     |  |
| 10.      | «Music to Soothe the Savage Snake Plant» | 3:23     |  |

## Créditos y personal
- Mort Garson –  composición, electrónica.
- Eugene L. Hamblin III –  ingeniería electrónica.
- Sam Nicholson –  dirección artística.
- Marvin Rubin –  ilustraciones.

## Posicionamiento en las listas
| Lista (2019)                                    | Posición |
| ----------------------------------------------- | -------- |
| EE. UU. Álbumes independientes (Billboard)      | 6        |
| EE. UU. Top Dance/Electronic Albums (Billboard) | 8        |